# Atelopus senex
Atelopus senex is een uitgestorven kikker uit de familie padden (Bufonidae). De soort werd voor het eerst wetenschappelijk beschreven door Edward Harrison Taylor in 1952.
De soort kwam voor delen van Midden-Amerika en leefde endemisch in Costa Rica. Atelopus senex kwam van nature alleen voor de bergbossen van de Cordillera Central en Cordillera de Talamanca op hoogtes tussen de 1100 en de 2200 meter boven zeeniveau. De soort was te vinden in de omgeving van Volcán Barva, Parque Nacional Tapantí en Parque Nacional Braulio Carillo.
De soort was voorheen algemeen, maar sinds 1986 is Atelopus senex niet meer waargenomen. Klimaatsveranderingen en de beruchte kikkerziekte chytridiomycose worden als mogelijke oorzaken van het verdwijnen van deze soort gezien. In 2019 kende de IUCN Atelopus senex de status van uitgestorven soort toe.